# Pont de Gediminas
El Pont de Gediminas (en lituà: Gedimino tiltas) és un pont a la localitat de Kupiškis, a Lituània.
El Pont creua el riu Kupa. És un dels 8 ponts que n'hi ha a la ciutat de Kupiškis. El pont porta el nom del carrer per la que creua el pont. Gediminas (c. 1275-1341) va ser un Gran Duc de Lituània des de 1315 o 1316 fins a la seva mort.